# Autolytinae
Autotlytinae é uma subfamília de anelídeos poliquetas silídeos que engloba 11 gêneros. Indivíduos dessa subfamília podem ser identificados por possuírem três antenas, possuírem cirros ventrais ausentes ou fundidos aos lobos parapodiais, cerdas composta com lâminas curtas, geralmente com dente proximal maior que distal. Reprodução por epigamia ou esquizogamia. 

## Gêneros
Os gêneros desta subfamília são estão apresentados na tabela abaixo: 
| Epigamia         |
| Imajimaea        |
| Levidorum        |
| Myrianida        |
| Virchowia        |
| Pachyprocerastea |
| Paraproceraea    |
| Paraprocerastea  |
| Planicirrata     |
| Proceraea        |
| Procerastea      |